# Danmark i olympiska vinterspelen 1952
Danmark deltog i olympiska vinterspelen 1952. Detta var Danmarks andra olympiska vinterspel. Danmark skickade enbart Per Cock-Clausen, 39 år, till spelen.

## Resultat

### Konståkning
- Singel herrar
  - Per Cock-Clausen - 14